# Gebhard von Kotze
Pour les autres membres de la famille, voir Famille von Kotze.
Hans Valentin Gebhard Ludwig von Kotze (né le 9 juin 1808 à Groß Germersleben et mort le 27 septembre 1893 à Hanovre) est un lieutenant général et chasseur en chef prussien.

## Biographie

### Origine
Gebhard est issu de la famille noble de Haute-Saxe von Kotze et est né dans le château baroque de Groß Germersleben (de), détruit par un incendie criminel en 1999. Il est le plus jeune des dix frères et sœurs de Hans von Kotze (1759-1829) à Großgermersleben et de son épouse Wilhelmine, née comtesse von der Schulenburg (1768-1831) de la branche d'Hornhausen. Son parrain le plus important est le maréchal Blücher. Groß Germersleben appartient au royaume de Westphalie jusqu'en 1813, ce qui cause de plus grandes pertes à ses parents.

### Carrière militaire
Kotze entre comme mousquetaire le 20 mars 1824 dans le 26e régiment d'infanterie de l'armée prussienne à Magdebourg et est promu sous-lieutenant à la mi-mars 1829. Pour poursuivre sa formation, il termine l'École générale de guerre en 1833/36, puis est adjudant de bataillon jusqu'en 1839 et est promu premier lieutenant à la mi-décembre 1845. À la mi-mai 1849, Kotze est nommé commandant de compagnie du 2ebataillon du 26e régiment de Landwehr à Burg, et brièvement utilisé comme commandant d'étape à Sarrebruck au début d'août 1849. Après sa promotion au grade de capitaine, il revient à son régiment d'origine avec la nomination comme chef de la 1re compagnie. À la mi-octobre 1852, Kotze est affecté au bataillon de fusiliers de la 31e régiment d'infanterie à Erfurt et à la mi-avril 1855, il est affecté au bataillon d'infanterie d'entraînement à Potsdam. Là, il est promu major au début de février 1856 et est responsable du 26 avril au 23 mai 1856 du 2e bataillon du 31e régiment de la Landwehr à Mühlhausen. Le 14 juin 1856, il est nommé commandant du 1er bataillon du 1er régiment de grenadiers de la Garde et lors de la mobilisation à l'occasion de la guerre de Sardaigne, Kotze est brièvement commandant d'étape à la gare d'Anhalt de Berlin à l'été 1859. En tant que lieutenant-colonel, Kotze est nommé commandant le 22 juin 1861 du 26e régiment d'infanterie et promu colonel à ce poste le 18 octobre 1861. Le 3 avril 1866, il est nommé commandant de la 12e brigade d'infanterie à Brandebourg-sur-la-Havel. Peu avant le début de la guerre contre l'Autriche, Kotze devient général de division le 8 juin 1866. Après la guerre, il reçoit l'Ordre de la Couronne de 2e classe avec épées pour son travail lors de la bataille de Sadowa. À sa propre demande, il prend son congé avec pension le 10 août 1867, avant d'être mis à disposition avec sa pension actuelle le 11 février 1868.
Après son départ, Kotze devient membre de l'administration des biens séquestrés du roi George V de Hanovre en avril 1868. Pendant la durée de la mobilisation pour la guerre contre la France en 1870/71, il est commandant suppléant de la 39e brigade d'infanterie à Hanovre et reçoit le grade de lieutenant général le 13 mai 1871. En reconnaissance de ses services, l'empereur Guillaume Ier le nomme à l'occasion de son 80e anniversaire, vice-chef maître chasseur, mais sans avoir à assumer de fonctions officielles. Il invite également Kotze aux manœuvres du 10e corps d'armée près de Hanovre à l'automne 1881 et lui décerne l'ordre de la Couronne, 1re classe avec épées. À la mi-mars 1884, l'Empereur l'honore en lui décernant l'ordre de l'Aigle rouge de 1re classe, avec feuilles de chêne, et le 22 mars 1887, il le nomme Oberjägermeister à l'occasion de son 90e anniversaire.
Kotze est mort célibataire et est enterré au cimetière de la ville d'Engesohde.